# 359474 Robertwilliams
359474 Robertwilliams è un asteroide della fascia principale esterna. Scoperto nel 2004, presenta un'orbita caratterizzata da un semiasse maggiore pari a 3,141075 UA e da un'eccentricità di 0,056173, inclinata di 11,400741° rispetto all'eclittica. Ha un diametro di 4,501 km e un'albedo di 0,055.